# Aulacocalyx jasminiflora
Aulacocalyx jasminiflora är en måreväxtart som beskrevs av Joseph Dalton Hooker. Aulacocalyx jasminiflora ingår i släktet Aulacocalyx och familjen måreväxter.

## Underarter
Arten delas in i följande underarter:
- A. j. jasminiflora
- A. j. kivuensis